# Nicolás Perchicot
Nicolás Díaz Perchicot (Madrid, 19 de setembre de 1884 -Madrid; 26 d'octubre de 1969) va ser un actor espanyol.

## Biografia
Després d'abandonar els seus estudis, decideix dedicar-se professionalment al teatre i entre 1907 i 1934 forma part successivament de les Companyies de Carmen Díaz, Francisco Morano, Ernesto Vilches i Margarida Xirgu.
Debuta en cinema precisament en 1934 participant en el rodatge de La hermana San Sulpicio, de Florián Rey. Durant la Guerra Civil Espanyola es trasllada a Berlín per a rodar algunes pel·lícules en espanyol com Mariquilla Terremoto (1938), de Benito Perojo o La Dolores (1940), de Florián Rey.
Després d'un breu pas per Itàlia, torna a Espanya en 1941 per a consagrar-se com un dels més destacats actors de repartiment durant les dues dècades següents.
Especialment memorable va ser la seva recreació de l'apotecari a Bienvenido, Mister Marshall (1952), de Luis García Berlanga.

## Premis
- 1950: Medalla del Cercle d'Escriptors Cinematogràfics al millor actor secundari per Cuentos de la Alhambra.[2]

## Filmografia (selecció)
- La hermana San Sulpicio (1934).
- Mariquilla Terremoto (1938).
- La Dolores (1940).
- Malvaloca (1942).
- Huella de luz (1942).
- Eloísa está debajo de un almendro (1943).
- El clavo (1944).
- El fantasma y Doña Juanita (1944).
- El destino se disculpa (1944).
- La Lola se va a los puertos (1947).
- Locura de amor (1948).
- Cuentos de la Alhambra (1950).
- Agustina de Aragón (1950).
- Pequeñeces (1950).
- La leona de Castilla (1951).
- Lola la piconera (1951).
- Alba de América (1951).
- Bienvenido, Mister Marshall (1952).
- Jeromín (1953).
- Historias de la radio (1955).
- Calabuch (1956).
- Manolo, guardia urbano (1956).
- Orgullo y pasión (1957).
- Los jueves, milagro (1957).
- El balcón de la luna (1962).
- Nueve cartas a Berta (1965).
- Buenos días, condesita (1966).
- Un millón en la basura (1967).